# American rhythm
American rhythm is de Amerikaanse tegenhanger van de latindansen.
In American rhythm worden gedanst de chachacha, de rumba, de mambo, de samba, de eastcoastswing, de westcoastswing, de bolero en de merengue.